# Helenka
Helenka [pronunciación en polaco: /xɛˈlɛnka/] es un pueblo ubicado en el distrito administrativo de Gmina Młodzieszyn, dentro del Condado de Sochaczew, Voivodato de Mazovia, en el este de Polonia central. Se encuentra aproximadamente a 6 kilómetros al sureste de Młodzieszyn, a 5 kilómetros al norte de Sochaczew, y a 52 kilómetros al oeste de Varsovia.